# Communauté de communes de Charny-sur-Meuse
La communauté de communes de Charny-sur-Meuse est une ancienne communauté de communes française, qui était située dans le département de la Meuse et la région Lorraine.

## Histoire
La communauté de communes est créée le 1er janvier 2002. Neuf communes constituent les villages du département de la Meuse détruits durant la Première Guerre mondiale qui ne furent, pour la plupart, jamais reconstruits : Beaumont-en-Verdunois, Bezonvaux, Cumières-le-Mort-Homme, Douaumont, Fleury-devant-Douaumont, Haumont-près-Samogneux, Louvemont-Côte-du-Poivre, Ornes et Vaux-devant-Damloup.
Le 1er janvier 2015, elle fusionne avec la communauté de communes de Verdun et la commune de Belleray pour former la Communauté d'agglomération du Grand Verdun,.

## Composition
La communauté de communes regroupait 20 communes et 5 663 habitants en 2011.
| Nom                      | Code Insee | Gentilé         | Superficie (km2) | Population (dernière pop. légale) | Densité (hab./km2) |
| ------------------------ | ---------- | --------------- | ---------------- | --------------------------------- | ------------------ |
| Charny-sur-Meuse (siège) | 55102      | Charnysiens     | 12,62            | 540 (2014)                        | 43                 |
| Beaumont-en-Verdunois    | 55039      |                 | 7,87             | 0 (2014)                          | 0                  |
| Belleville-sur-Meuse     | 55043      | Bellevillois    | 10,16            | 3 163 (2014)                      | 311                |
| Béthincourt              | 55048      | Béthincourtois  | 13,32            | 34 (2014)                         | 2,6                |
| Bezonvaux                | 55050      |                 | 9,23             | 0 (2014)                          | 0                  |
| Bras-sur-Meuse           | 55073      | Brasiliens      | 13,69            | 720 (2014)                        | 53                 |
| Champneuville            | 55099      | Champneuvillois | 11,99            | 125 (2014)                        | 10                 |
| Chattancourt             | 55106      |                 | 10,36            | 177 (2014)                        | 17                 |
| Cumières-le-Mort-Homme   | 55139      |                 | 6,11             | 0 (2014)                          | 0                  |
| Douaumont                | 55164      |                 | 6,14             | 8 (2014)                          | 1,3                |
| Fleury-devant-Douaumont  | 55189      |                 | 10,27            | 0 (2014)                          | 0                  |
| Fromeréville-les-Vallons | 55200      | Fromerévillois  | 20,30            | 213 (2014)                        | 10                 |
| Haumont-près-Samogneux   | 55239      | Sachots         | 10,81            | 0 (2014)                          | 0                  |
| Louvemont-Côte-du-Poivre | 55307      |                 | 8,25             | 0 (2014)                          | 0                  |
| Marre                    | 55321      |                 | 10,20            | 160 (2014)                        | 16                 |
| Montzéville              | 55355      | Montzévillois   | 17,65            | 157 (2014)                        | 8,9                |
| Ornes                    | 55394      |                 | 18,52            | 5 (2014)                          | 0,27               |
| Samogneux                | 55468      |                 | 6,16             | 94 (2014)                         | 15                 |
| Vacherauville            | 55523      |                 | 7,29             | 172 (2014)                        | 24                 |
| Vaux-devant-Damloup      | 55537      |                 | 6,56             | 72 (2014)                         | 11                 |

## Conseil communautaire
Le Conseil communautaire est composé de 54 délégués.

### Présidence
| Période      | Période          | Identité             | Étiquette | Qualité                                        |
| ------------ | ---------------- | -------------------- | --------- | ---------------------------------------------- |
| janvier 2002 | avril 2008       | Yves Peltier         | MPF       | Maire de Belleville-sur-Meuse (depuis 2001)    |
| avril 2008   | avril 2014       | Marie-Paule Soubrier |           | Conseillère municipale de Belleville-sur-Meuse |
| avril 2014   | 1er janvier 2015 | Julien Didry         | FED       | Maire de Bras-sur-Meuse (depuis 2001)          |